# Trofeo San Leolino
Le Trofeo San Leolino  est une course cycliste italienne disputée au mois de mai autour de San Leolino, frazione de la commune de la Bucine (Toscane). Créée en 2014, elle est organisée par l'US Fracor.
L'édition 2020 est annulée en raison de la pandémie de Covid-19.

## Palmarès
| Année | Vainqueur        | Deuxième         | Troisième           |
| ----- | ---------------- | ---------------- | ------------------- |
| 2014  | Marco D'Urbano   | Marco Ceglia     | Marco Bernardinetti |
| 2015  | Jack Beckinsale  | Daniele Trentin  | Alberto Nicodemo    |
| 2016  | Francesco Romano | Iván Sosa        | Marco Bernardinetti |
| 2017  | Umberto Orsini   | Gracjan Szeląg   | Eros Colombo        |
| 2018  | Jalel Duranti    | Andrea Innocenti | Federico Rosati     |
| 2019  | Einer Rubio      | Simone Piccolo   | Marco Murgano       |
| 2020  | annulé           | annulé           | annulé              |